# Reprezentacja Malty w piłce siatkowej mężczyzn
Reprezentacja Malty w piłce siatkowej mężczyzn — reprezentacja narodowa w piłce siatkowej założona w 1984 roku, występująca na arenie międzynarodowej od 1984 roku, czyli od powstania Narodowego Związku Piłki Siatkowej. Od 1984 roku jest członkiem FIVB i CEV. Za jej funkcjonowanie odpowiedzialny jest Malta Volleyball Assocation  (MVA).

## Rozgrywki międzynarodowe
Mistrzostwa Europy Małych Państw:
- 2000 - 7. miejsce
- 2002 - 8. miejsce
- 2004 - nie brała udziału
- 2007 - nie brała udziału
- 2009 - 7. miejsce
- 2011 - 9. miejsce
- 2013 - 9. miejsce
- 2015 - nie brała udziału
- 2017 - nie brała udziału
- 2019 - nie brała udziału

Igrzyska małych państw Europy:
- 1987 - 2001 - nie brała udziału
- 2003 - 6. miejsce
- 2005 - 2019 - nie brała udziału